# Trachionus portlandicus
Trachionus portlandicus är en stekelart som först beskrevs av Sievert Allen Rohwer 1914.  Trachionus portlandicus ingår i släktet Trachionus och familjen bracksteklar. Inga underarter finns listade i Catalogue of Life.